# Кукуевское сельское поселение (Белгородская область)
Куку́евское се́льское поселе́ние — упразднённое муниципальное образование в составе Валуйского района Белгородской области Российской Федерации.
Административный центр — село Кукуевка.
19 апреля 2018 года упразднено при преобразовании Валуйского района в Валуйский городской округ.

## География
Общая площадь поселения: 8779,71 га, в т.ч. земель сельхозугодий: 6291,34 га. Протяженность дорог: 14,8 км.
Количество подворий: 287

## История
Кукуевское сельское поселение образовано 20 декабря 2004 года в соответствии с Законом Белгородской области № 159.

## Население
| 2010 | 2011 | 2012 | 2013 | 2014 | 2015 | 2016 |
| ---- | ---- | ---- | ---- | ---- | ---- | ---- |
| 710  | ↘707 | ↘685 | ↘662 | ↘639 | ↘636 | ↘623 |
| 2017 | 2018 |      |      |      |      |      |
| ↘601 | ↘577 |      |      |      |      |      |

## Состав сельского поселения
| № | Населённый пункт | Тип населённого пункта       | Население |
| - | ---------------- | ---------------------------- | --------- |
| 1 | Долгое           | село                         | ↘299      |
| 2 | Кукуевка         | село, административный центр | ↘411      |
| 3 | Песчанка         | хутор                        | →0        |